# Samsung Galaxy F52 5G
Samsung Galaxy F52 5G es un teléfono inteligente Android de gama media fabricado por Samsung Electronics como parte de la serie Galaxy F. Es el primer dispositivo compatible con 5G de la serie Galaxy F. Se anunció en mayo de 2021 en China y es el primer teléfono de la serie Galaxy F disponible en China.

## Especificaciones

### Diseño[5]
Samsung Galaxy F52 5G mide 164,6 x 76,3 x 8,7 mm y pesa 199 gramos. Tiene una pantalla de 6,6 pulgadas con un orificio perforado en la parte superior derecha para la cámara frontal. Tanto el marco como el panel trasero están hechos de plástico. Tiene un lector de huellas dactilares capacitivo de montaje lateral que también funciona como botón de encendido y un control de volumen a la derecha, una bandeja SIM dual híbrida con una de las ranuras SIM que se puede usar como ranura para tarjeta microSD a la izquierda y un 3.5 conector de audio mm, un puerto USB-C y un micrófono en la parte inferior. Está disponible en blanco y negro.

### Hardware[5]
Samsung Galaxy F52 5G funciona con Qualcomm Snapdragon 750G system-on-chip con proceso de 8 nm, un módem 5G integrado, una CPU de ocho núcleos que consta de un clúster de alto rendimiento con 2x 2.2 GHz Kryo 570 Gold (basado en Cortex A77) y un clúster de alta eficiencia con 6x 1.8 GHz Kryo 570 Silver (basado en Cortex A55) y una GPU Adreno 619. El SoC se combina con 8 GB de RAM y 128 GB de almacenamiento interno que se puede expandir a través de la ranura para tarjeta SIM/microSD híbrida hasta 1 TB. Tiene una configuración de cámara trasera cuádruple con una cámara principal de 64 MP, una cámara ultra gran angular de 8 MP, una cámara macro de 2 MP y un sensor de profundidad de 2 MP. Hay una cámara frontal de 16 MP ubicada en el orificio perforado de la pantalla. Tiene una pantalla TFT LCD de 6,6 pulgadas con una resolución de 1080x2408 píxeles, una relación de aspecto de 20:9, una densidad de píxeles de 400 ppi y una frecuencia de actualización de 120 Hz. Tiene una batería no extraíble de 4500 mAh con soporte de carga rápida de 25W.

### Software[5]
Samsung Galaxy F52 5G funciona con Android 11 y One UI 3.1.

## Lanzamiento
Samsung Galaxy F52 5G solo se ha lanzado en China hasta ahora. Cuesta CNY1,999 ($310/€255) y se vende con 8 GB de RAM y 128 GB de almacenamiento interno.